# Eurymesosa affinis
Eurymesosa affinis är en skalbaggsart som beskrevs av Stefan von Breuning 1970. Eurymesosa affinis ingår i släktet Eurymesosa och familjen långhorningar.
Artens utbredningsområde är Laos. Inga underarter finns listade i Catalogue of Life.